# 史帕爾2013
史帕爾2013（S.P.A.L. 2013，原名Società Polisportiva Ars et Labor）是意大利的一家職業足球會，主場位於艾米利亚-罗马涅大区费拉拉。球隊成立於1907年名為「Circolo Ars et Labor」。1913年改名為「Società Polisportiva Ars et Labor」。1920年至1925年、1951年至1968年，球隊都在意甲作賽。其中1959/60球季取得意甲第5名，成為球隊最好成績。但1967/68年球季意甲降班後，一直未能升回意甲。2005年球隊在破產後改名為「史帕爾1907」。2012年夏天，球隊再次破產，被降至丁組聯賽。2013年，球隊與A.C. Giacomense合併，改名為「史帕爾2013」。2015/16年球季，球隊在意丙B組成為第1名。2016/17年升上意乙參賽即奪得聯賽冠軍。。現降至意大利足球丙级联赛。